# Fosnavåg
Fosnavåg is een plaats in de Noorse gemeente Herøy, provincie Møre og Romsdal. Fosnavåg telt 3.518 inwoners (2007) en heeft een oppervlakte van 3,78 km².

## Geboren in Fosnavåg
- May-Britt Moser (1963), psycholoog en Nobelprijswinnares (2014)